# Ashdod
Ashdod (in ebraico אַשְׁדּוֹד‎? ; in arabo إِسْدُود‎?, ʾIsdūd), in italiano biblico Azoto o Asdod, è una città di oltre 200.000 residenti situata nel Distretto Meridionale di Israele, sulla costa del Mar Mediterraneo, a circa 80 km da Gerusalemme e Be'er Sheva. Ashdod è un importante centro industriale regionale e il suo porto, che gestisce il 60% delle merci importate in Israele, è il più grande del paese.
Nell'antichità Ashdod era una delle 5 città della "pentapoli" dei Filistei e da molti autori greci dell'antichità era chiamata Azotus. I resti dell'antica città e dei successivi insediamenti si trovano a Tel Ashdod.
La moderna Ashdod è stata fondata nel 1956 a 6 chilometri a nord-ovest del sito antico, che era sopravvissuto come cittadina palestinese fino alla pulizia etnica del 1948. È stata incorporata come città nel 1968, con una superficie di circa 60 chilometri quadrati (23 miglia quadrate). Essendo una città pianificata, l'espansione ha seguito un piano di sviluppo principale, che ha facilitato il traffico e ha previsto l'inquinamento atmosferico nelle aree residenziali, nonostante la crescita della popolazione. La città è membro del Forum delle 15 città.
Dalla sua fondazione, Ashdod ha assorbito una vasta immigrazione ebraica da tutto il mondo, risultando in uno dei più alti percentuali di nuovi immigrati in Israele. La città è sede delle più grandi comunità ebraiche marocchine e caraite in Israele, e della più grande comunità ebraica georgiana al mondo. Secondo l'Ufficio centrale di statistica di Israele, Ashdod aveva una popolazione di 226.827 abitanti nel 2022, con una superficie di 47.242 dunam (47.242 km²; 18.240 miglia quadrate).

## Amministrazione

### Gemellaggi
- Bordeaux, Francia[3]
- Bahía Blanca, Argentina[4]
- Batumi, Georgia
- Atyrau, Kazakistan
- Arcangelo, Russia
- Spandau, Germania[5]
- Tampa (Florida), USA[6]
- Zaporižžja, Ucraina
- Brėst, Bielorussia
- Bahar Dar, Etiopia

## Sport

### Calcio
La squadra principale della città è il Moadon Sport Ashdod.